# Estructura n.º 6
Estructura n.º 6 o Fragua es una obra del pintor y escultor español Guillermo Silveira (1922-1987). Está realizada a base de técnicas mixtas sobre aglomerado de madera, a las que se incorporan una serie de «materiales diversos» que prestan a la pieza un carácter tridimensional (escultopintura). Obtuvo 2500 (el salario mínimo de un trabajador mayor de dieciocho años era justamente entonces de «dos mil quinientas veinte pesetas mes»), «Medalla Plateada al Mérito Artístico y Medalla de Barcelona» [sic] de la XXIV Exposición Nacional de Arte de la Obra Sindical de Educación y Descanso celebrada en la capital catalana, más concretamente en el Salón del Tinell, en noviembre de 1966 y sus dimensiones son de 98 x 180 cm:

Silveira, apasionado de la escultura y la pintura, aúna su mensaje en sus escultopinturas donde se manifiesta de forma admirable. Silveira es el adelantado en Extremadura de las nuevas formas, materias, perspectivas, el exponente en suma de la más sincera y honrada plástica moderna. Silveira produce en cada exposición un revuelo de opiniones encontradas, si bien la crítica es unánime en [considerar] su valía irrefutable. Precisamente cuando inauguraba la que nos ocupa, recibió comunicación de que uno de sus cuadros había sido galardonado con Medalla de Plata en Barcelona, galardón para sumar a los muchos que ya posee en su carrera artística.

De la serie de documentos conservados en el Archivo Histórico Provincial de Badajoz se desprenden más datos al respecto como que junto a la pieza premiada (valorada en caso de venta en 16 000 pesetas) completaron el envío otras dos escultopinturas (Estructura n.º 7 y Torero) y el cuadro de caballete titulado Carros de alquitrán con figura (en 16 000, 6000 y 12 000), si bien estos precios «pueden ser modificados a juicio de esa Jefatura Nacional». Cabe resaltar también que figuró reproducida en la cubierta del folleto de mano de la exposición «Pinturas de Silveira» celebrada en la Casa de la Cultura de la Diputación Provincial de Badajoz a partir del 28 de noviembre de 1966. Asimismo se conserva un ejemplar de la publicación con una nota escrita de puño y letra del pintor en la que se especifica que la obra en cuestión fue «Medalla de Plata en Barcelona».
Destaca finalmente la existencia de un cierto número de piezas similares, realizadas sobre todo a lo largo de los años 1960, clasificadas por el propio autor como «pinturas y escultopinturas decorativas»:

Es apasionante porque dando relieve a la pintura se puede trabajar en tres dimensiones, con lo que se acerca también a la escultura.

## Método de ejecución
Ejecutoria y técnica de mi expresionismo no imitativo
La escultopintura es también subjetiva. Trato de reflejar la belleza de las formas geometrizantes asimétricas combinadas de forma que sugieran al contemplador algo espiritual, unido a cierta inquietud que lo lleve a conocer el entorno humano al tiempo que despierte una conciencia, un porqué, un estado anímico, etc.
Los soportes de estas obras, por su peso y dimensiones, son de aglomerado o TAM [tablero aglomerado de madera], con el fin de que no puedan deformarse.

Una vez estudiado y concebido el tema, distribuyo las distintas formas a base de un dibujo esquemático sobre el propio soporte. Las masas de arenas mezcladas con colas especiales son trabajadas y extendidas según su forma y grosor. Otras veces, empleo combinaciones de materiales diversos como carbonilla machacada de las estaciones, polvo de mármol, yeso, […] en consonancia con el asunto que deseo representar. Sacos, telas, maderas y hierros dispuestos de tal forma que tengan un significado y aludan a algo definido o indefinido, si se desea. Estos materiales son buscados y encontrados en mi deambular por los barrios de la ciudad. Otras veces, incorporo objetos mecánicos inservibles ya, buscándoles un sentido en el conjunto de la obra.

## Exposiciones
- «Guillermo Silveira». Museo Provincial de Bellas Artes. Badajoz, 26 de marzo-31 de mayo de 2009 (n.º 29).[19]
- «Búsquedas». Palacio de los Barrantes-Cervantes. Trujillo (Cáceres), 15 de septiembre-29 de octubre de 2017 (sin numerar).[9]

## Obras relacionadas
Por la Obra documentada del artista y otras fuentes como catálogos de exposiciones (en la muestra de pinturas celebrada en la Casa de la Cultura de la Diputación de Badajoz del 28 de mayo a junio de 1965 se exhibieron ocho de estas piezas), recortes de prensa (para el escritor y crítico del diario Hoy Antonio Zoido se trataría de «lo mejor de su arte»), testimonios orales, etcétera, se tienen referencias de alrededor de una veintena de cuadros de este tipo realizados mayormente a lo largo de los años 1960 en su domicilio estudio de la antigua calle del Pilar n.º 1-3.º izda. de la capital pacense, buena parte de los cuales se encuentran en la actualidad en paradero desconocido, de los que se destacan los siguientes:
| Obra | Título                                  | Fecha     | Técnica                    | Dimensiones  | Localización                       | Exposiciones, notas y referencias |
| ---- | --------------------------------------- | --------- | -------------------------- | ------------ | ---------------------------------- | --- |
|      | Formas contenidas metálicas             | 1961      |                            | 39 x 55 cm   | Col. particular, Badajoz           | Exposición de Pinturas de Guillermo Silveira. Muestra retrospectiva (1959-1984) con ocasión de la Semana Cultural Militar. Sala de exposiciones del Banco de Bilbao (Badajoz), 3-9 de diciembre de 1984 (n.º 30 del catálogo). |
|      | Torero                                  | 1963      |                            | 59 x 40 cm   | Col. particular, Las Matas, Madrid | XXIV Exposición Nacional de Arte de la Obra Sindical de Educación y Descanso. Salón del Tinell. Barcelona, noviembre de 1966. Con motivo de la presentación del mural La nave Argón llevada a cabo en la antigua Escuela de Reactores de la Base Aérea de Talavera la Real el 9 de diciembre de 1981. Exposición de Pinturas de Guillermo Silveira. Muestra retrospectiva (1959-1984) con ocasión de la Semana Cultural Militar. Sala de exposiciones del Banco de Bilbao (Badajoz), 3-9 de diciembre de 1984 (n.º 4). Exposición Guillermo Silveira. Museo Provincial de Bellas Artes. Badajoz, 26 de marzo-31 de mayo de 2009 (n.º 27). |
|      | Composición abstracta                   | 1965      |                            | 138 x 40 cm  | Col. particular, Badajoz           | Exposición Guillermo Silveira. Museo Provincial de Bellas Artes. Badajoz, 26 de marzo-31 de mayo de 2009 (n.º 28). |
|      | Estructura ascendente                   |           |                            |              |                                    | II Exposición Bienal de Pintura Extremeña. Clausurada en Cáceres el 18 de julio de 1965 (n.º 143). Valorada en caso de venta en 10 000 pesetas. |
|      | Estructuras metálicas ascendentes       |           |                            |              |                                    | Siete Artistas Extremeños de Vanguardia. Sala de exposiciones de la Sociedad de Instrucción y Recreo Liceo de Mérida (Badajoz), 20-28 de marzo de 1965. |
|      | Capricho decorativo de semejanza azteca |           |                            |              | Col. particular, Madrid            | Silveira Expone Pinturas. Casa de la Cultura de la Diputación Provincial. Badajoz, 28 de mayo-5 de junio de 1965 (n.º 31). |
|      | Composición para un altar moderno       | ant. 1966 |                            |              |                                    | Silveira Expone Pinturas. Casa de la Cultura de la Diputación Provincial. Badajoz, 28 de mayo-5 de junio de 1965 (n.º 26). II Exposición Bienal de Pintura Extremeña. Clausurada en Cáceres el 18 de julio de 1965 (n.º 144). Valorada en caso de venta en 8000 pesetas. XXIII Exposición Nacional de Arte de la Obra Sindical de Educación y Descanso. Convento de Santo Domingo. Valencia, diciembre de 1965. |
|      | Composición para un frontis             | ant. 1966 |                            |              |                                    | Silveira Expone Pinturas. Casa de la Cultura de la Diputación Provincial. Badajoz, 28 de mayo-5 de junio de 1965 (n.º 27). II Exposición Bienal de Pintura Extremeña. Clausurada en Cáceres el 18 de julio de 1965 (n.º 145). Valorada en caso de venta en 8000 pesetas. XXIII Exposición Nacional de Arte de la Obra Sindical de Educación y Descanso. Convento de Santo Domingo. Valencia, diciembre de 1965. Adquirida por el médico y artista valenciano Antonio Sacramento (seudónimo de Fernando Antolí-Candela Piquer). |
|      | Estructura ascendente y espacio         | ant. 1966 |                            |              |                                    | Silveira Expone Pinturas. Casa de la Cultura de la Diputación Provincial. Badajoz, 28 de mayo-5 de junio de 1965 (n.º 25). Medalla de Plata de la XXIII Exposición Nacional de Arte de la Obra Sindical de Educación y Descanso. Convento de Santo Domingo. Valencia, diciembre de 1965. Valorada en caso de venta en 5000 pesetas. Adquirida por la Jefatura Nacional de la Obra Sindical de Educación y Descanso. Reproducida en Delgado Valhondo, Jesús (31 dic. 1965). «Silveira, Medalla de Plata en la Exposición Nacional de Educación y Descanso». Hoy. Notas literarias de dentro y fuera (Badajoz): 9.                          |
|      | Estructura irisada de carácter gótico   | 1965      |                            |              | Col. particular, Madrid            | Silveira Expone Pinturas. Casa de la Cultura de la Diputación Provincial. Badajoz, 28 de mayo-5 de junio de 1965 (n.º 29). |
|      | Formas decorativas sobre fondo cálido   |           |                            |              |                                    | Silveira Expone Pinturas. Casa de la Cultura de la Diputación Provincial. Badajoz, 28 de mayo-5 de junio de 1965 (n.º 30). |
|      | Impactos y soldaduras                   |           |                            |              |                                    | Silveira Expone Pinturas. Casa de la Cultura de la Diputación Provincial. Badajoz, 28 de mayo-5 de junio de 1965 (n.º 28). |
|      | Paisaje de formas en el espacio         |           |                            |              |                                    | Silveira Expone Pinturas. Casa de la Cultura de la Diputación Provincial. Badajoz, 28 de mayo-5 de junio de 1965 (n.º 32). |
|      | Altar en hierro                         |           |                            |              |                                    | Siete Artistas Extremeños de Vanguardia. Sala de exposiciones de la Sociedad de Instrucción y Recreo Liceo de Mérida (Badajoz), 20-28 de marzo de 1965. |
|      | Escultopintura 8 ("formas contenidas")  |           |                            |              |                                    | "Hay aquí estremecimiento por captar lo humilde con libre interpretación (unos hierros colgantes), matices tectónicos y de superficie, calidad de irisaciones, realismo e idealismo". Pinturas de Silveira. Casa de la Cultura de la Diputación Provincial. Badajoz, 28 de noviembre-7 de diciembre de 1966. |
|      | Estructura n.º 7                        | ant. 1967 |                            | 98 x 180 cm  |                                    | XXIV Exposición Nacional de Arte de la Obra Sindical de Educación y Descanso. Salón del Tinell. Barcelona, noviembre de 1966. |
|      | Formas metálicas (composición)          |           |                            |              |                                    | XIII Exposición de Otoño. Real Academia de Bellas Artes Santa Isabel de Hungría. Sevilla, 18 de octubre-noviembre de 1964. Exposición de Pintores Extremeños en Homenaje a Zurbarán. Agrupación Nacional Sindical de Bellas Artes (ANSIBA). Casa de la Cultura de la Diputación Provincial. Badajoz, 27 de noviembre-diciembre de 1964. Siete Artistas Extremeños de Vanguardia. Sala de exposiciones de la Sociedad de Instrucción y Recreo Liceo de Mérida (Badajoz), 20-28 de marzo de 1965. |
|      | Formas                                  |           |                            |              |                                    | Siete Artistas Extremeños de Vanguardia. Sala de exposiciones de la Sociedad de Instrucción y Recreo Liceo de Mérida (Badajoz), 20-28 de marzo de 1965. Pinturas de Silveira. Casa de la Cultura de la Diputación Provincial. Badajoz, 28 de noviembre-7 de diciembre de 1966. |
|      | Sin título                              |           | Técnica mixta sobre tablex | 39,5 x 60 cm | Col. particular, Salamanca         | |
|      | Sin título                              | años 1970 | Técnica mixta sobre tablex | 89 x 69 cm   | Col. particular, Badajoz           | En la parte superior de la obra aparecen pintados dos ganchos rudimentarios, lo que produce el efecto óptico o trampantojo de que los distintos elementos que la componen se encuentran en realidad suspendidos de los mismos. |

     Presentada en la Casa de la Cultura de la Diputación Provincial de Badajoz del 28 de mayo a junio de 1965.
     Presentada en la Casa de la Cultura de la Diputación Provincial de Badajoz del 28 de noviembre a diciembre de 1966.
     Formó parte de la retrospectiva celebrada en la sala de exposiciones del Banco de Bilbao (Badajoz) del 3 al 9 de diciembre de 1984 con motivo de la Semana Cultural Militar.
     En paradero desconocido.
| Obra | Título                             | Fecha | Técnica                                  | Dimensiones  | Localización                                                                            | Exposiciones, notas y referencias |
| ---- | ---------------------------------- | ----- | ---------------------------------------- | ------------ | --------------------------------------------------------------------------------------- | --- |
|      | Escultopintura para una meditación | 1971  | Técnica mixta sobre aglomerado de madera | 160 x 300 cm | Delegación Provincial de la Consejería de Educación de la Junta de Extremadura, Badajoz | "Una parte central en arco casi gótico azul oscuro esgrafiado cuya cobertura ha sido abierta hacia las partes superior e inferior (saco trabajado). Este espacio lleva integrado una especie de rombo cuadrangular abierto también y trabajado circundando el centro de una cruz negra que comprende todo el arco. Se ven una serie de hierros y tornillos [así como] unas ruedas mecánicas pintadas como parte vital de este espacio. A derecha e izquierda [se encuentran] unas formas en sentido inverso que llevan integrados unos círculos y más material mecánico, [además de] puertas descubiertas de saco pintado y trabajado. Su fondo es gris. "Resumiendo la idea y la obra parece que me surgieron ante un examen de conciencia, ante una meditación, ante ciertas falsedades de los humanos, ante un afán de ser mejores. "Con ello traté de expresar en su parte central el eje primordial a modo de máquina motora de la vida o corazón unido al alma. El resto parece ser advertencia de un giro opuesto a nuestra conciencia con el [propósito] de examen o corrección apartando intereses o insignificancias que nos oprimen y con los que estamos atrapados en nuestro caminar". Exposición Guillermo Silveira. Museo Provincial de Bellas Artes. Badajoz, 26 de marzo-31 de mayo de 2009 (n.º 31). Exposición Búsquedas. Palacio de los Barrantes-Cervantes. Trujillo (Cáceres), 15 de septiembre-29 de octubre de 2017. |

| Obra | Título                          | Fecha | Técnica                                  | Dimensiones  | Localización                                                        | Exposiciones, notas y referencias |
| ---- | ------------------------------- | ----- | ---------------------------------------- | ------------ | ------------------------------------------------------------------- | --- |
|      | La nave Argón                   | 1981  | Técnica mixta sobre aglomerado de madera | 182 x 400 cm | Escuela de Reactores de la Base Aérea de Talavera la Real (Badajoz) | Presentada el 9 de diciembre de 1981. |
|      | Composición (boceto para mural) | 1983  | Técnica mixta sobre planchas de tablex   | 60 x 46 cm   | Col. particular, Badajoz                                            | Exposición Guillermo Silveira. Museo Provincial de Bellas Artes. Badajoz, 26 de marzo-31 de mayo de 2009 (n.º 34). Junto con otros dos bocetos sobre papel presentados en la misma muestra (n.os 32 y 33 del catálogo), formó parte de la serie de estudios realizados para la ejecución de un par de murales destinados a decorar la sede principal de la Caja Postal de Badajoz que dejó inacabados a su muerte. GUILLERMO SILVEIRA moderno / rupturista. Casa de la Cultura de Segura de León, Badajoz, 20-23 de julio de 2017. Silveira en el castillo. Capilla del castillo de Segura de León, 27 de mayo-26 de junio de 2022. |

### Hemerografía
- Delgado Valhondo, Jesús (31 dic. 1965). «Silveira, Medalla de Plata en la Exposición Nacional de Educación y Descanso». Hoy. Notas literarias de dentro y fuera (Badajoz): 9.
- JMGT (19 jun. 1965). «Badajoz». La Estafeta Literaria. Estafeta breve de las provincias (Madrid: Delegación Nacional de Prensa) (320-321): 78.
- López Morales, José J. (29 nov. 1966). «C[uatro] cuadros de Silveira a Barcelona». Hoy (Badajoz): 10.
- REDACCIÓN (dic. 1966). «Fallo del jurado». Acción Sindicalista. Tuvo efecto en el Salón del Tinell (Barcelona) (47): 18.
- Zoido, Antonio (7 ene. 1966). «Silveira, Medalla de Plata en la Exposición Nacional de Educación y Descanso». Hoy (Badajoz): 7.
- Zoido, Antonio (1 dic. 1966). «Exposición de pinturas de Silveira». Hoy (Badajoz): 7.